# 王行
王行（1331年—1395年），字止仲，号半轩，更号楮园，自称淡如居士，平江路长洲县（今江苏苏州）人，明朝文学家，他跟高启等人一起被称为“北郭十友”，又称“明初十才子”。與明朝開國功臣藍玉為莫逆之交，大将军礼遇甚厚。

## 生平
洪武年间，被沈万三聘为教师，每写成一篇文章，沈万三就用一镒（20两，一说24两）银子进行酬谢。之后王行在石湖隐居。后来，王行的两个儿子去了南京，洪武二十六年藍玉案发，王行被殺，二子亦被杀。